# Thân vương quốc Anhalt-Plötzkau
Thân vương quốc Anhalt-Plötzkau (tiếng Đức: Fürstentum Anhalt-Plötzkau) là một thân vương quốc thuộc Đế chế La Mã Thần thánh. Nó đã được tạo ra hai lần, lần đầu tiên vào năm 1544 sau sự phân chia của Anhalt-Dessau nhưng thân vương quốc đã không còn tồn tại sau cái chết của Thân vương George III vào năm 1553, lúc đó nó được thừa kế bởi Thân vương xứ Anhalt-Zerbst.
Nó được thành lập lần thứ hai vào năm 1603 với sự phân chia của Thân vương quốc Anhalt; lần này, để tạo ra một Thân vương quốc lớn hơn, một phần của Anhalt-Bernburg đã bị sáp nhập. Lần tái sinh thứ hai này kéo dài cho đến năm 1665, lúc đó Thân vương xứ Lebrecht kế vị làm Thân vương xứ Anhalt-Köthen và Plötzkau trở lại Thân vương quốc Anhalt-Bernburg.